# Максимич Сергій Васильович
Сергій Васильович Максимич (нар. 19 липня 1974, Кривий Ріг, Дніпропетровська область, УРСР) — український футболіст, півзахисник, згодом — футбольний тренер та функціонер.

## Життєпис
Вихованець дніпропетровського спортінтернату, де його тренером був Володимир Кобзарєв.
Розпочинав кар'єру в командах чемпіонату Луганської області, виступаючи за «Динамо» та його другу команду, а також за лутугинський МАЛС. У 1993 році виступав за луганське «Динамо» в перехідній лізі. «Динамівці» тоді посіли друге місце в турнірі та вийшли до другої ліги. Сезон 1993/94 років провів у дніпропетровській футзальній команді «Механізатор-Металіст», яка була аутсайдером першої ліги. У першій половині сезону 1994/95 був гравцем луганської «Зорі» з вищої ліги. Після виступав за аматорську «Кривбас-Руду».
У 1995 році повернувся в «Зорю». Паралельно грав у чемпіонаті України з футзалу за «Авангард» з Жовтих Вод. «Зоря» за підсумками сезону вперше покинула вищу лігу. З 1996 по 1998 рік був гравцем друголігової команди «Металург» з міста Новомосковськ. Навесні 1999 року приєднався до дніпропетровського «Дніпра». За основну команду провів всього одну гру, а за другу команду — дві.
Другу половину 1999 року провів у запорізькому «Торпедо» з першої ліги. Провівши також одну гру за фарм-клуб «Віктор» з другої ліги. У 1999 році провів 1 поєдинок у кубку Угорщини за «Дунаферр». Завершив кар'єру футболіста в Угорщині, виступаючи в командах з нижчих дивізіонів - «Чонграді» та «Індустрія» (Марцалі).
У 2005 році став дитячим тренером в дніпропетровському «Дніпрі». Працював в парі з Олексієм Чистяковим. У серпні 2008 року разом зі своїми підопічними побував у Лондоні, де дніпропетровці грали проти академії «Челсі». У березні «Дніпро» посів п'яте місце на турнірі «Весняний Тирасполь», де працював разом з тренером Володимиром Книшем. У вересні 2012 року в Черкасах на Кубку Австралії Максимович привів дітей 2000 року народження до перемоги. У травні 2012 року разом з вихованцями побував у Катарі. У лютому 2013 року вивів команду у фінал турніру в Мінську, а в червні 2013 року дніпропетровці стали переможцями міжнародного турніру в Одесі.
Серед його вихованців Сергій Логінов, Сергій Бігус, Олександр Сваток, Віталій Каверін, Валерій Юрчук, Олексій Баштаненко, Олександр Мігунов та Артем Філімонов.
У січні 2015 року Олег Шелаєв став спортивним директором «Дніпра», а Сергій Максимович та Олексій Чистяков стали його помічниками.

## Досягнення
- Перехідна ліга чемпіонату України
  -  Срібний призер (1): 1992/93